# Qatar ExxonMobil Open 2010
Відкритий чемпіонат Катару 2010 (також відомий як Qatar ExxonMobil Open 2010 за назвою спонсора) — 18-й чоловічий тенісний турнір, який відбувся з 4 по 9 січня в місті Доха (Катар) на відкритих твердих кортах у Міжнародному центрі тенісу і сквошу Халіфа. Був одним зі змагань ATP 250 як частини Світового туру ATP 2010.

## Переможці

### Одиночний розряд
Микола Давиденко —  Рафаель Надаль, 0–6, 7–6(10–8), 6–4
- Це був перший титул Давиденка за рік і двадцятий загалом за кар'єру.

### Парний розряд
Гільєрмо Гарсія-Лопес /  Альберт Монтаньєс —  Франтішек Чермак /  Міхал Мертиняк, 6–4, 7–5

## Учасники основної сітки в одиночному розряді

### Сіяні гравці
| Країна    | Гравець               | Рейтинг1 | посіяний |
| --------- | --------------------- | -------- | -------- |
| Швейцарія | Роджер Федерер        | 1        | 1        |
| Іспанія   | Рафаель Надаль        | 2        | 2        |
| Росія     | Микола Давиденко      | 6        | 3        |
| Росія     | Михайло Южний         | 19       | 4        |
| Сербія    | Віктор Троїцький      | 29       | 5        |
| Іспанія   | Альберт Монтаньєс     | 31       | 6        |
| Хорватія  | Іво Карлович          | 37       | 7        |
| Іспанія   | Гільєрмо Гарсія-Лопес | 41       | 8        |

### Інші учасники
Нижче наведено учасників, які отримали вайлдкард на участь в основній сітці:
- Юнес Ель-Айнауї
- Abdulla Hajji
- Karim Maamoun

Нижче наведено гравців, які пробились в основну сітку через стадію кваліфікації:
- Бенжамін Бекер
- Стів Дарсіс
- Райлер Дегарт
- Михайло Кукушкін